# Maag
De maag (Latijn: ventriculus, gaster) is een orgaan in het lichaam van mensen en veel dieren in het maag-darmstelsel. De maag speelt een belangrijke taak in de spijsvertering, dus dient om voedsel te verteren, maar helpt ook bij het uitschakelen van micro-organismen.

## Anatomie
De maag van mensen heeft de vorm van een gekromde zak en ligt links boven in de buikholte. De maag grenst aan de lever, de milt, de alvleesklier, het middenrif en voor een gedeelte aan de dikke darm. Afhankelijk van de inhoud en van de houding van het lichaam neemt de maag verschillende vormen aan. Dienovereenkomstig kan men een haakvorm, een posthoornvorm of een stierenhoornvorm onderscheiden.
De slokdarm (oesofagus) komt bij de maagingang (pars cardiaca of Cardia) de maag in. Naar boven toe welft zich de koepel van de maag (fundus gastricus). Hier verzamelen ingeslikte gassen zich. Het maagcorpus (corpus gastricum) gaat rechts beneden in de maaguitgang over (maagportier = pylorus).
De delen van de maag gaan zonder bijzondere grenzen in elkaar over. De binnenkant van de maag is bekleed met een dikke slijmhuid, waarin de maagklieren ingebed liggen. De spierlaag van de maagwand bestaat uit glad spierweefsel. Hiermee kan de maag zich vernauwen en verwijden en zo de peristaltische beweging van de slokdarm voor het transport van spijzen voortzetten. De maag wordt omgeven door het buikvlies. Door het buikvlies kan de maag zich in de buikholte bewegen, al naargelang de toename of afname van de omvang ervan, in verband met voedselopname.
|  |  |

## Afscheidingen van de maag
De maagwand bevat plooien in het bedekkende epitheel, de foveolae (maaggroefjes). Aan de basis van de foveolae monden de klierbuizen uit, vaak meerdere per foveola. De cellen van de foveola hebben alle een klierfunctie gekregen. Deze cellen zijn van het muceuze type en hebben een helder cytoplasma.
Afhankelijk van de celsoort scheiden de maagklieren verschillende stoffen af. De hoofdcellen scheiden pepsinogeen af, dat in de maag omgezet wordt in het enzym pepsine. Pepsine is voor de eiwitsplitsing bestemd. Ook scheiden de hoofdcellen maaglipases af dat tri-acylglycerol afbreekt naar vrije vetzuren en mono-acylglycerol. De pariëtale cellen in de "gastric pits" van de maag scheiden afzonderlijk H+ en Cl- af aan de vaatholte (lumen) van de maag. H+ en Cl- zal in het maaglumen vormen naar maagzuur (zoutzuur). Daarnaast scheiden de pariëtale cellen het intrinsieke factor (IF) af, wat van belang is bij de opname van vitamine B12 in het jejunum van de dunne darm. De slijmafscheiding door de nekcellen is belangrijk. Deze slijmlaag beschermt de maag tegen het maagzuur.  In de G-cellen, die vooral in het portiergedeelte van de maag gevonden kunnen worden, wordt het hormoon gastrine afgegeven. Gastrine komt via de bloedsomloop bij de klieren van de maagkoepel en van het maagcorpus en zet deze tot het afscheiden van maagsap aan. Zolang in het portiergedeelte nog spijsdelen aankomen, die eiwitdeeltjes bevatten, wordt gastrine geproduceerd.

## Voedselvertering
Wanneer wij bezig zijn voedsel tot ons te nemen, wordt door de aanblik en de geur van het voedsel de maagsapsecretie via de 10e hersenzenuw op gang gebracht. Deze zenuw-fase is de aanzet voor de klieruitscheidingen en wordt dan door de hormonale fase, het produceren van gastrine, voortgezet. De bereiding en volgorde van de spijzen is dus niet onbelangrijk voor het proces, dat zich in de maag afspeelt. De spijsbrij uit de slokdarm wordt in de maag verzameld. Gemiddeld blijft een maaltijd 3 - 4 uur in de maag, bij vet voedsel kan de verblijfsduur verlengd worden tot wel 7 uur of meer. De afgifte van de spijsbrij aan de twaalfvingerige darm vindt slechts plaats in hoeveelheden, die de twaalfvingerige darm verder kan verwerken.

## Maagverkleining
Bij iemand met overgewicht of obesitas wordt in een uitzonderlijk geval soms overgegaan tot een maagverkleining of wordt een maagband aangebracht. De maag wordt daarbij een heel stuk kleiner gemaakt. Er past dan niet alleen heel weinig in, het eten blijft minder lang in de maag, en wordt daardoor uiteindelijk ook minder verteerd.

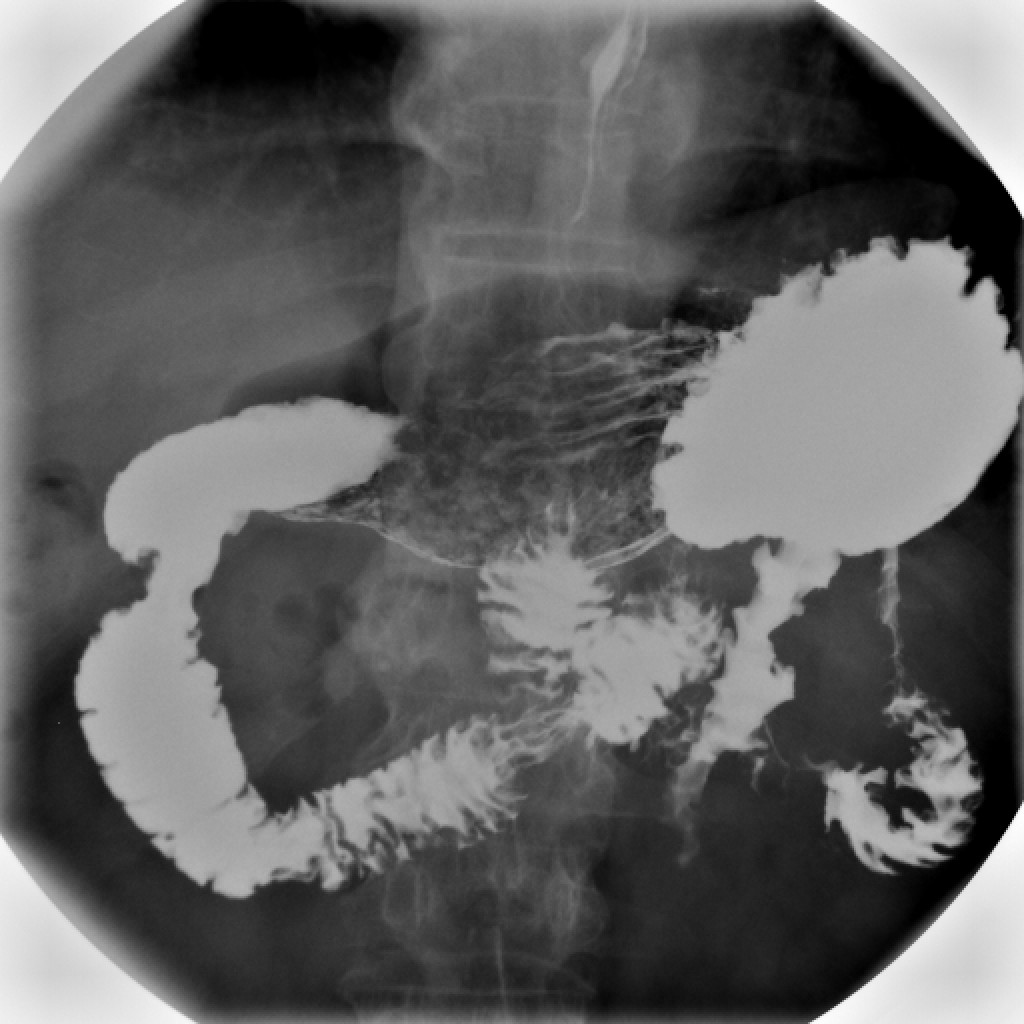
Röntgenfoto van de maag, gevuld met zowel positief (bariumhoudende) als negatief (CO_{2}) contraststof (een zogenaamd dubbel-contrast onderzoek). Het positieve contrastmiddel is op deze opname wit, het negatieve zwart. Behalve de maag is hier ook het eerste stuk van de dunne darm, het duodenum zichtbaar.

## Aandoeningen
- Gastritis
- Maagbloeding
- Maagkanker
- Maagzweer

## Organisaties
Het medisch specialisme van de gastro-enterologie onderzoekt en behandelt aandoeningen aan het spijsverteringsstelsel van de mens. De Nederlandse Vereniging van Maag-Darm-Leverartsen (NVMDL) is de beroepsvereniging van gastro-enterologen of maag-darm-leverartsen  (mdl-artsen) in Nederland. 
MDL Fonds (voorheen Maag Lever Darm Stichting) zet zich in voor patiënten, die aandoeningen en klachten in het algemeen aan het maag-darmstelsel hebben.

## Voetnoten
1. ↑  Naziheh Assarzadegan, M.D., Raul S. Gonzalez, M.D., Stomach Polyps - Fundic gland polyp. PathologyOutlines.  Topic Completed: 1 November 2017. Minor changes: 11 December 2019
2. ↑  W.F. Boron, E.L. boulpaep, Medical Physiology. 3e editie. Philadelphia: Elsevier; 2017
3. ↑  A.L. Mescher, Junquira's Basic Histology. 15e editie. McGraw-Hill Education; 2018

Mond · 
Huig · 
Keel · 
Farynx · 
Strotklepje · 
Slokdarm · 
Maag · 
Twaalfvingerige darm · 
Papil van Vater · 
Alvleesklier · 
Lever · 
Galblaas · 
Nuchtere darm · 
Kronkeldarm · 
Dunne darm · 
Blindedarm · 
Wormvormig aanhangsel · 
Dikke darm · 
Endeldarm · 
Anus
alvleesklier · baarmoeder · bijnieren · bijschildklier · darmen · eierstokken · galblaas · hart · hersenen · huid · hypofyse · longen · lever · maag · milt · nier · prostaatklier · schildklier · teelballen · twaalfvingerige darm · urineblaas · wormvormig aanhangsel · zwezerik